# Dodge Charger Daytona
La Dodge Charger Daytona è un'autovettura prodotta dalla casa automobilistica statunitense Dodge in quattro generazioni nel 1969, dal 2006 al 2009 e dal 2013 al 2015 e dal 2016 al 2023.

## Contesto
La prima Charger Daytona apparteneva alla categoria delle muscle car e fu una versione modificata della Dodge Charger, che era costruita sul pianale B. Il nome del modello deriva da Daytona Beach, che è una città conosciuta per il famoso autodromo Daytona International Speedway. Il circuito citato ospita diverse gare NASCAR, tra cui la Daytona 500. Il primo uso del nome "Daytona" su un modello di autovettura, fu per una versione della Studebaker Lark. Questa Daytona era la versione ad alte prestazioni della Lark, e venne prodotta dal 1963 al 1966. Anche la seconda serie della Charger Dayton era una versione speciale della Charger. A differenza però della generazione precedente, apparteneva alla categoria delle vetture sport ed era basata sul pianale LX del gruppo. La terza serie del modello è stata invece presentata al salone dell'automobile di Los Angeles del 2012.

## La prima serie: 1969

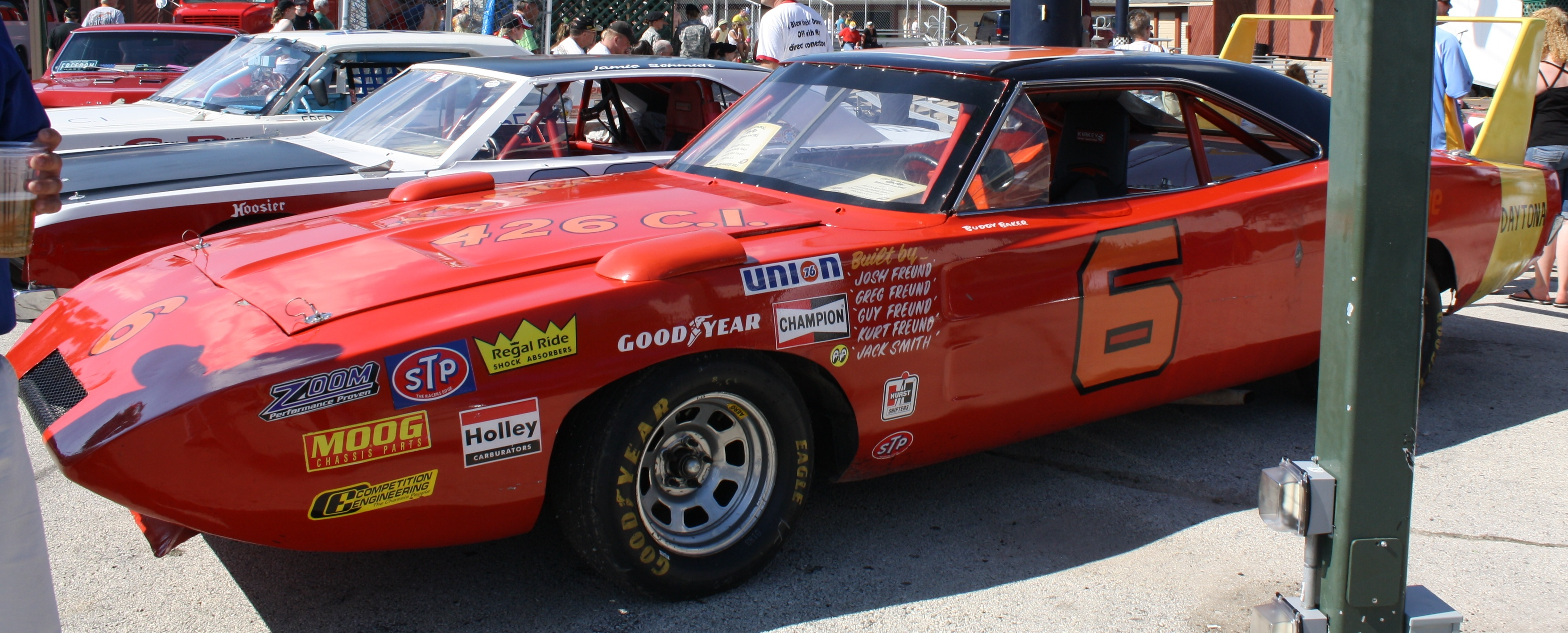
La Dodge Charger Daytona di Buddy Baker

Con il fallimento della Dodge Charger 500 nel 1969 sui tracciati motoristici della lunghezza di un miglio e oltre, la Dodge decise di lanciare un nuovo modello ad altre prestazioni, la Charger Daytona. La nuova vettura era una versione a produzione limitata e ad alte prestazioni della Dodge Charger, che era costruita sul pianale B. La Charger Daytona fu assemblata nell'estate del 1969 con il solo scopo di vincere gare automobilistiche NASCAR. Il modello si aggiudicò la sua prima competizione nello stesso anno, imponendosi all'edizione inaugurale della Talladega 500. Questa vittoria non fu però completa, dato che la gara venne boicottata dai piloti e dalle scuderie maggiori. Nel complesso da Charger Dayton vinse due gare nel 1969 e quattro nel 1970. Per ironia della sorte, la Daytona conquistò la vittoria a Talladega mentre Ford Torino Talladega si impose a Daytona. Il modello successore della Charger Daytona, la Plymouth Superbird vinse invece 8 gare, tutte nel 1970. Per fare un paragone, la Ford Torino Talladega si aggiudicò 29 gare nel 1969, mentre la Mercury Cyclone Spoiler II si impose, nello stesso anno, in 8 gare. La Charger Daytona vinse, in totale ed oltre alle gare conquistate nel 1969 e nel 1970, 22 competizioni NASCAR. Però tutte queste vittorie, tranne una, furono ottenute su tracciati brevi - molti dei quali si correvano ancora su sterrato. Buddy Baker su una Charger Daytona fu il primo pilota partecipante a gare NASCAR a superare la velocità di 200 miglia orarie.
Il modello era una delle quattro "Aero Warriors", cioè una delle quattro vetture specificatamente progettate per le gare NASCAR dalla Dodge, dalla Plymouth, dalla Ford e dalla Mercury (gli altri modelli erano la Plymouth Superbird, la Ford Torino Talladega e la Mercury Cyclone Spoiler II). La Charger Daytona era caratterizzata quindi da modifiche speciali al corpo vettura che comprendevano un'ala stabilizzatrice montata sulla parte posteriore,  uno speciale muso affusolato in lamiera che sostituì la tradizionale griglia dal profilo verticale, delle luci posteriori a fascia orizzontale a tutta larghezza, un lunotto a filo con la carrozzeria che ricopriva il tradizionale lunotto incassato della Charger originale, dei parafanghi anteriori e un cofano specifici che vennero modellati sulla base della Charger del model year 1970, delle coperture del montante anteriore in acciaio inossidabile e delle prese d'aria montate sul parafango per il raffreddamento dei freni. La Charger Daytona era costruita sulle specifiche della Charger 500 e quindi era dotata di sospensioni e di freni ad alte prestazioni, ed aveva installato, come motore di serie, un V8 da 7,2 L di cilindrata. 70 esemplari di Charger Daytona, sul totale di 503 modelli prodotti, avevano montato invece un V8 da 7 L.
Le quattro Aero Warriors non corsero per lungo tempo nelle gare NASCAR. Infatti, la loro grande velocità e le loro prestazioni eccezionali portarono l'organizzazione che predisponeva le gare a cambiare i regolamenti, impedendo di fatto ai quattro modelli di partecipare alle competizioni dalla fine del 1970.
Questa prima serie di Charger Daytona è ora molto rara e ricercata dai collezionisti, e raggiunge spesso quotazioni a sei cifre.
La Super Charger IV EL, che somigliava ad un prototipo roadster derivato direttamente dalla Charger Daytona a cui sono stati tolti il tetto e lo spoiler, è comparsa come auto elaborata nel film È tempo di uccidere detective Treck del 1974. In realtà, si trattava di una show car che si basava sulla Charger ma che era aggiornata con un muso simile a quello della Superbird.
Basata sul pianale B della Chrysler, questa serie di Charger Daytona aveva il motore installato anteriormente e la trazione posteriore. Fu disponibile solo con un tipo di carrozzeria, coupé due porte. Prodotta ad Hamtramck, poteva aver installato due tipi di cambio. Il primo era manuale a quattro rapporti, mentre il secondo era il Torqueflite 727 automatico a tre marce.

## La Daytona come allestimento: 1976-1977
Dal 1976 al 1977 il nome "Daytona" tornò ad essere associato alla denominazione "Charger", questa volta però come allestimento del modello citato. Il risultato era in sostanza un clone della Chrysler Cordoba. Il pacchetto Daytona comprendeva semplicemente delle decorazioni sulle fiancate e poco altro, e quindi questa Charger Daytona era tutt'altra cosa rispetto al modello prodotto nel 1969.

## La seconda serie: 2006-2009
La Dodge Charger è stata reintrodotta nel 2006 insieme alla nuova serie di Charger Daytona. Quest'ultima era una versione del modello a produzione limitata che comprendeva interni sportivi, colori della carrozzeria piuttosto accesi, uno spoiler posteriore ed uno anteriore, una calandra nera e delle scritte identificative oltre che delle decorazioni sul corpo vettura. Erano offerte anche sospensioni ad alte prestazioni, che si regolavano automaticamente in funzione del carico, e delle ruote sportive. Queste ultime avevano degli inserti color antracite. Nel 2008 le scritte identificative e le decorazioni furono modificate. Il motore installato era un V8 da 5,7 L di cilindrata. Quest'ultimo nel 2008 fu dotato di un filtro dell'aria più grande. Divenne di serie anche una marmitta a terminale singolo. Nel 2009 il propulsore fu aggiornato.
Basata sul pianale LX della Chrysler, questa serie di Charger Daytona aveva il motore installato anteriormente e la trazione posteriore. È stata disponibile solo con un tipo di carrozzeria, berlina quattro porte.
Prodotta ad Brampton, in Canada, ebbe in dotazione un solo tipo di cambio, vale a dire un W5A580 automatico a cinque rapporti. Questa serie di Charger Daytona apparteneva alla categoria delle vetture sport.

### La Charger Daytona R/T

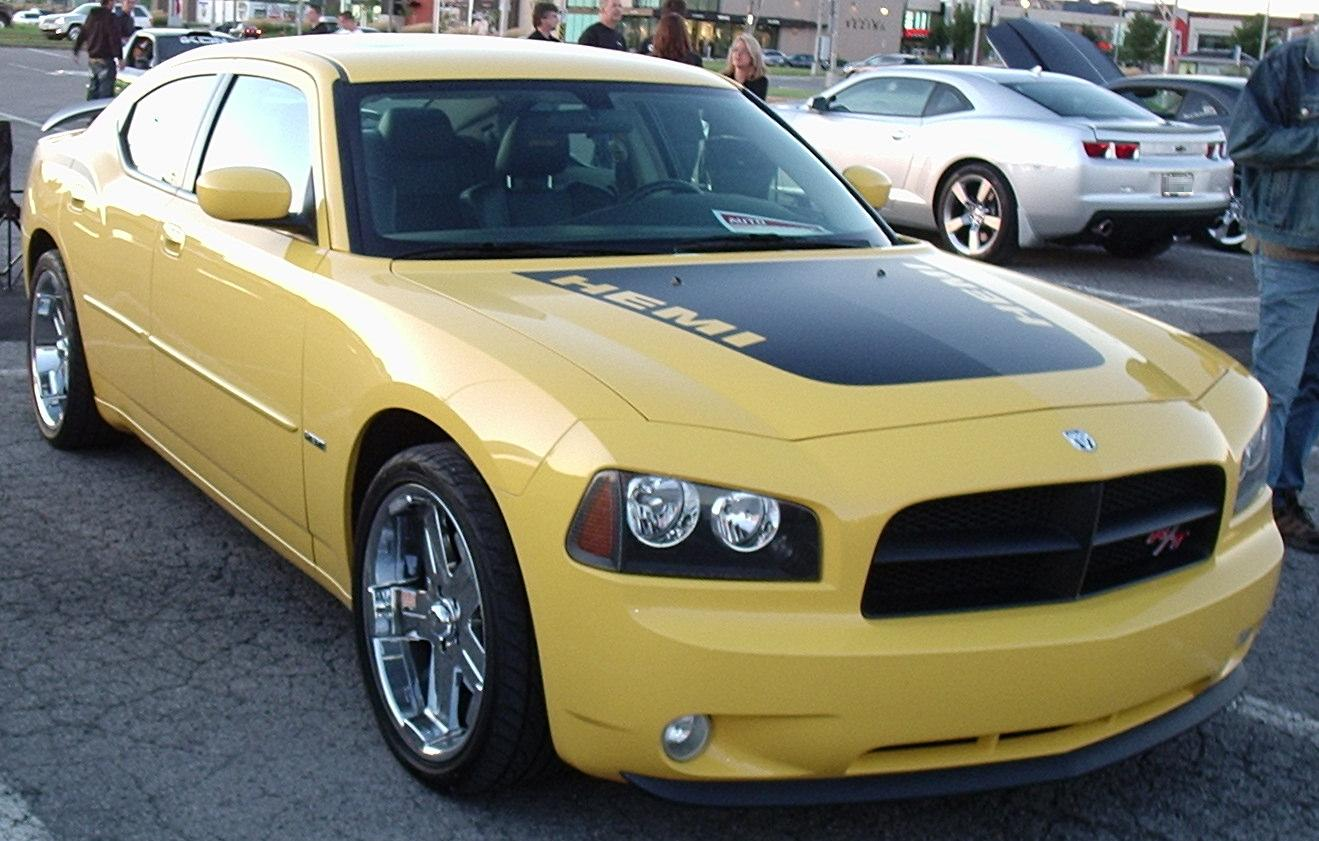
Una Dodge Charger Daytona R/T

Collegata alla seconda serie della Charger Daytona è la Charger R/T. Essenzialmente è una Charger Daytona per cui non sono disponibili i colori accesi della carrozzeria. Nel 2006 il sistema di scarico era singolo, mentre dal 2007 esso è diventato simile a quello della Charger Daytona standard, anche se è meno vistoso. Questa versione possiede inoltre delle decorazioni speciali sulla carrozzeria.

## La terza serie: 2013-2015
La terza serie del modello è stata invece presentata al salone dell'automobile di Los Angeles del 2012 per il model year 2013. Possiede un motore V8 da 370 CV di potenza. Sarà assemblata in 2.500 esemplari

## La quarta serie: 2016-2023
La quarta serie del modello è stata invece presentata nell'agosto 2016. Nel mercato statunitense è disponibile con un V8 da 5,7 litri o 6,4 litri. In Canada, la Dodge Charger Daytona è disponibile solo con il V8 da 5,7 litri. L'allestimento Daytona e Daytona 392 include anche agli aggiornamenti del pacchetto Super Track Pack (sospensioni sportive, freni maggiorati e pneumatici Goodyear Eagle F1).
Nel 2020 viene introdotta la Daytona 50th Anniversary, versione da 717 CV che adotta il motore V8 della Hellcat standard, limitata a 501 unità.

## Gli esemplari prodotti
| Anno | Produzione | Prezzo base    |
| ---- | ---------- | -------------- |
| 1969 | 503        | 3.993 dollari  |
| 2006 | 10.000     | 33.380 dollari |
| 2007 | 2.900      | 36.090 dollari |
| 2008 | 1.650      | 37.065 dollari |
| 2009 | 400        | 37.610 dollari |
| 2013 | 2.500      | 26.880 dollari |